# Xarxa elèctrica per país

Tipus d'endoll en el món.

Aquest article conté una llista de països o zones amb els endolls, voltatges (tensió elèctrica) i freqüències que usen normalment en aplicacions domèstiques i en la majoria dels altres usos.

## Endolls de paret
Els tipus d'endoll estan classificats segons els grups establerts per la Comissió Electrotècnica Internacional, on hi ha una llista (no sempre precisa) dels llocs on s'usa cada tipus d'endoll.
Tingui's en compte que encara que hi hagi països que usin el mateix endoll, poden tenir diferent voltatge, freqüència elèctrica, o intensitat màxima admesa per la presa segons el país. Per tant, a més de l'endoll que s'utilitzi, cal comprovar que la tensió, la freqüència elèctrica i la intensitat màxima de la presa és compatible amb l'aparell elèctric que es desitja endollar.
| Tipus d'endoll (IEC) | Nom genèric (Norma)                                                       | Principals llocs d'ús | Imatge | Descripció | Intensitat màxima            | Polaritzat | Toma terra | Pins aïllats                                                                               | Observacions |
| -------------------- | ------------------------------------------------------------------------- | --- | --- | --- | ---------------------------- | ---------- | ---------- | ------------------------------------------------------------------------------------------ | --- |
| A                    | americà (NEMA 1-15)                                                       | Amèrica del Nord, Central i El Carib, i part d'Amèrica del Sud. També en gran part d'Àsia.                                                  | | 2 pins plans, amb un pin una mica més ample que l'altre. | 15 A                         | Sí         |            |                                                                                            | |
| A                    | japonès (JIS C 8303, Clase II)                                            | Japó | 2 pins plans igual d'amples. | 15 A |                              |            |            | La clavilla japonesa entra a la presa americana, però l'americana no entra en la japonesa. | |
| B                    | americà (NEMA 5-15) (NEMA 5-20)                                           | Amèrica del Nord, Central i El Carib, i part d'Amèrica del Sud. També en gran part d'Àsia.                                                  | | 3 pins col·locats en forma de triangle. 2 pins plans, un una mica més ample que l'altre, i el pin de la presa terra de diferent forma i una cosa més llarga que els altres.          | 15 A / 20 A                  | Sí         | Sí         |                                                                                            | L'endoll de 20 A té el pin ample en forma de T per a evitar que la clavilla entri en preses de 15 A. |
| B                    | japonès (JIS C 8303, Clase I)                                             | Japó | 3 pins col·locats en forma de triangle. 2 pins plans, d'igual ample, i el pin de la presa terra de diferent forma i una cosa més llarga que els altres. | 15 A | Sí                           | Sí         |            | La clavilla japonesa entra a la presa americana, però l'americana no entra en la japonesa. | |
| C                    | europeu (presa CEE 7/1) (clavilles CEE 7/2 (antiga), CEE 7/16 i CEE 7/17) | Europa (excepte al Regne Unit, Irlanda, Xipre i Malta), Argentina, Xile, el Perú, Paraguai, l'Uruguai, diversos països asiàtics i africans. | | 2 pins rodons. Clavilla rodona. Les clavilles CEE 7/16 i 7/17 disposen de ranures compatibles amb les preses E i F. Tomas C en desús substituïdes per la E o F, que són compatibles. | 10 A / 16 A (CEE 7/16 2.5 A) |            |            |                                                                                            | Les clavilles tipus C (excepte les antigues CEE 7/2 que són completament rodones sense osques i que ja no s'usen) caben perfectament en preses de corrent tipus E, F, H (modernes) o K. Les clavilles europlug també en preses J o N.               |
| C                    | europlug (CEE 7/16, alternativa II)                                       | Europa (excepte al Regne Unit, Irlanda, Xipre i Malta), Argentina, Xile, el Perú, Paraguai, l'Uruguai, diversos països asiàtics i africans. | | 2 pins rodons. Clavilla plana. Compatible amb gairebé totes les preses d'Europa continental i diversos tipus d'endoll d'altres països.                                               | 2.5 A                        |            |            | Sí                                                                                         | Les clavilles tipus C (excepte les antigues CEE 7/2 que són completament rodones sense osques i que ja no s'usen) caben perfectament en preses de corrent tipus E, F, H (modernes) o K. Les clavilles europlug també en preses J o N.               |
| D                    | indi (BS 546)                                                             | l'Índia, Sri Lanka, Nepal i Namíbia. | | 3 pins rodons col·locats en forma de triangle, amb el pin de la presa terra més llarg i de major gruix.                                                                              | 5 A                          | Sí         | Sí         |                                                                                            | Encara que és semblant a l'endoll M, té diferents dimensions, per la qual cosa no són compatibles. |
| E                    | francès (presa CEE 7/5) (clavilla CEE 7/6)                                | Alguns països europeus i africans. | | 2 pins rodons i un forat en la part central superior de la clavilla per al pin de la presa terra que es troba en la base.                                                            | 16 A                         | Sí         | Sí         |                                                                                            | Preses compatibles amb clavilles tipus C (excepte les antigues clavilles CEE 7/2, que són rodones sense osques i que no entren en aquestes preses). Actualment les clavilles per a les preses E i F són comunes (clavilla híbrida europea CEE 7/7). |
| F                    | alemany / Schuko (presa CEE 7/3) (clavilla CEE 7/4)                       | Diversos països europeus i asiàtics, Xile, el Perú i l'Uruguai.                                                                             | | 2 pins rodons centrats i dos contactes exteriors de presa terra en la part superior i inferior de la base i de la clavilla.                                                          | 16 A                         |            | Sí         |                                                                                            | Preses compatibles amb clavilles tipus C (excepte les antigues clavilles CEE 7/2, que són rodones sense osques i que no entren en aquestes preses). Actualment les clavilles per a les preses E i F són comunes (clavilla híbrida europea CEE 7/7). |
| G                    | anglès / britànic (BS 1363)                                               | Regne Unit, Irlanda, Xipre, Malta i altres països africans i asiàtics.                                                                      | | 3 pins plans en forma de T. La clavilla porta incorporat un fusible. | 13 A                         | Sí         | Sí         | Sí                                                                                         | |
| H                    | israelià (SI 32)                                                          | Israel | | 3 pins en forma d'Y. Anteriorment els pins eren plans, però actualment són rodons.                                                                                                   | 16 A                         | Sí         | Sí         |                                                                                            | Les preses antigues només admeten pins plans, mentre que les preses modernes admeten tots dos tipus de pins, així com clavilles tipus C. |
| I                    | australià (AS 3112)                                                       | L'Argentina, Austràlia i Nova Zelanda. | | 2 pins plans en forma de V invertida i pin central en la part inferior per a la presa terra. Hi ha també una versió de clavilla amb només dos pins sense la presa terra.             | 10 A / 15 A                  | Sí         | Sí         | Sí                                                                                         | Els endolls fins a 15 A tenen el pin de la presa terra de major gruix, de manera que les clavilles de 15 A no entren en preses de 10 A mentre que les clavilles de 10 A si que entren en preses de 15 A.                                            |
| I                    | xinès (CPCS-CCC)                                                          | Xina | | 2 pins plans en forma de V i pin central en la part superior per a la presa terra.                                                                                                   | 10 A                         | Sí         | Sí         |                                                                                            | Les preses porten també connectors per a les clavilles A i C. |
| J                    | suís (SEV 1011)                                                           | Suïssa, Liechtenstein i alguns països africans.                                                                                             | | Clavilla plana. 3 pins rodons amb el central a diferent altura. | 10 A                         | Sí         | Sí         | Sí                                                                                         | S'assembla a l'endoll N però té dimensions diferents, per la qual cosa no són compatibles. Les preses admeten la clavilla europlug. |
| K                    | danès (DS 60884-2-D1)                                                     | Dinamarca i alguns països africans. | | 3 pins en forma de triangle, dos d'ells rodons i el de presa terra semiredodó. | 10 A / 16 A                  | Sí         | Sí         |                                                                                            | Les preses admeten clavilles tipus C, E i F, excepte per la intensitat màxima d'algunes preses. |
| L                    | italià (CEI 23-50 / CEI 23-16)                                            | Itàlia, Xile i l'Uruguai. | | Clavilla plana. 3 pins rodons a la mateixa altura. | 10 A / 16 A                  |            | Sí         | Sí                                                                                         | Els pins tenen dimensions diferents segons siguin per a 10 o 16 A. |
| L                    | italià (Presa "universale" o "bipasso")                                   | Itàlia, Xile | | Preses "universale" rodones compatibles amb endolls C, E, F i L. Preses "bipasso" planes compatibles amb endolls C i L.                                                              | 16 A                         |            | Sí         | Sí                                                                                         | |
| M                    | sudafricà (BS 546)                                                        | Sud-àfrica, l'Índia, Malàisia, Moçambic, Nepal, el Pakistan, Singapur i Israel.                                                             | | 3 pins rodons col·locats en forma de triangle, amb el pin de la presa terra més llarg i de major gruix.                                                                              | 15 A                         | Sí         | Sí         | opcional                                                                                   | Encara que s'assembla a l'endoll D, té diferents dimensions, per la qual cosa no són compatibles. |
| N                    | brasiler (NBR 14136)                                                      | Brasil | | Clavilla plana. 3 pins rodons amb el central a diferent altura. | 10 A / 20 A                  | opcional   | opcional   | Sí                                                                                         | S'assembla a l'endoll J però té dimensions diferents, per la qual cosa no són compatibles. Les preses admeten la clavilla europlug. |
| N                    | (SABS 164-2)                                                              | Sud-àfrica | 16 A | Clavilla plana. 3 pins rodons amb el central a diferent altura. | opcional                     | opcional   | Sí         |                                                                                            | S'assembla a l'endoll J però té dimensions diferents, per la qual cosa no són compatibles. Les preses admeten la clavilla europlug. |

## Rangs de tensió
S'ha de diferenciar entre la tensió subministrada per la font (tensió nominal) i l'empleat per l'equip (tensió d'utilització), sent que aquest últim és 3%-5% menor que el primer per caigudes d'aquest. Per exemple, els motors que es connectin a una xarxa de 208 V nominals poden tenir entre els seus borns, tensions de fins a 200 V. Les tensions que apareixen en aquest article són els nominals de fonts de tensió monofàsiques. Els sistema trifàsics o industrials tenen altres tensions que normalment s'indiquen en forma de valor eficaç.
| Regió                           | Endoll                                             | Tensió                   | Freqüència   | Comentaris |
| ------------------------------- | -------------------------------------------------- | ------------------------ | ------------ | --- |
| Afganistan                      | C, F                                               | 220 V                    | 50 Hz        | |
| Albania                         | C, F                                               | 220 V                    | 50 Hz        | |
| Alemanya                        | C, F                                               | 230 V                    | 50 Hz        | El tipus F ("Schuko", abreviatura de "Schutzkontakt") és l'estàndard. Els endolls tipus C ("Euro-endoll") són comuns, sobretot per a aparells de baixa potència, no obstant això les preses de corrent tipus C són molt poc comuns, només es donen en instal·lacions molt antigues. Les preses Schuko accepten endolls tipus C, E i F. |
| Andorra                         | C, F                                               | 230 V                    | 50 Hz        | |
| Angola                          | C                                                  | 220 V                    | 50 Hz        | |
| Anguilla                        | A                                                  | 110 V                    | 60 Hz        | |
| Antigua i Barbuda               | A, B                                               | 230 V                    | 60 Hz        | En l'aeroport la tensió és de 110 V. |
| Antilles Neerlandeses           | A, B, C, F                                         | 127 V, 220 V             | 50 Hz        | |
| Aràbia Saudita                  | A, B, C, G                                         | 127 V, 220 V             | 60 Hz        | En la majoria de zones s'utilitza 127 V. No obstant això, 220 V es pot trobar també. |
| Algèria                         | C, F                                               | 230 V                    | 50 Hz        | |
| Argentina                       | C, I                                               | 220 V                    | 50 Hz        | Els nous aparells usen endolls tipus I. Les preses de corrent tipus C es continuen utilitzant en instal·lacions antigues. En les preses de corrent tipus I la fase i el neutre estan canviats respecte a la resta de països. És molt freqüent usar adaptadors. També existeixen preses especials de 20 A per a aparells de molt de consum. De poc, les preses tipus C estan sent eliminades, encara que hi ha encara moltes instal·lacions que les posseeixen. També és freqüent trobar-se amb preses de corrent que barregen els tipus I amb C. |
| Armènia                         | C, F                                               | 230 V                    | 50 Hz        | |
| Aruba                           | A, B, F                                            | 120 V                    | 60 Hz        | |
| Austràlia                       | I                                                  | 230 V                    | 50 Hz        | Des del 2000, la tensió de subministrament, especificat en AS 60038, és 230 V amb una tolerància de +10% -6%. No obstant això els 240 V no tenen tolerància i continuen usant-se de manera habitual, normalment es denomina "dues-quaranta volts". Les condícies dels hotels, sovint, tenen una pren tipus I, C i A etiquetada amb "for shavers only". |
| Àustria                         | C, F                                               | 230 V                    | 50 Hz        | |
| Azerbaidjan                     | C                                                  | 220 V                    | 50 Hz        | |
| Bahames                         | A, B                                               | 120 V                    | 60 Hz        | |
| Bahrain                         | G                                                  | 230 V                    | 50 Hz        | |
| Bangladesh                      | C, D, G, K                                         | 220 V                    | 50 Hz        | |
| Barbados                        | A, B                                               | 115 V                    | 50 Hz        | |
| Belarús                         | C, F                                               | 220 V                    | 50 Hz        | |
| Bèlgica                         | C, E                                               | 230 V                    | 50 Hz        | |
| Belize                          | A, B, G                                            | 110 V, 220 V             | 60 Hz        | |
| Benín                           | C, E                                               | 220 V                    | 50 Hz        | |
| Bermudes                        | A, B                                               | 120 V                    | 60 Hz        | |
| Birmània                        | C, D, F, G                                         | 230 V                    | 50 Hz        | El tipus G es troba principalment en els grans hotels. |
| Bolívia                         | A, C                                               | 220 V                    | 50 Hz        | A La Paz i Viacha poden trobar-se preses de 115 V però no són les més ususals en espais públics ni serveis. |
| Bòsnia i Hercegovina            | C, F                                               | 230 V                    | 50 Hz        | |
| Botswana                        | D, G, M                                            | 230 V                    | 50 Hz        | |
| Brasil                          | C, N                                               | 127 V, 220 V             | 60 Hz        | Les instal·lacions per a doble tensió són bastant comunes per a usos de certa potència, com ara assecadores de roba i dutxes hidromassatge que normalment funcionen a 220 V fins i tot en zones de 127 V. Depenent de la zona, la tensió pot ser 127 V o 220 V. Actualment el tipus estàndard per a les preses és el N, compatible amb les clavilles europlug, però els tipus antics A, B i I es continuen trobant en algunes zones. Noti's que encara que el tipus N és semblat al tipus J, les seves dimensions són diferents, per la qual cosa no són compatibles. |
| Brunei                          | G                                                  | 240 V                    | 50 Hz        | |
| Bulgària                        | C, F                                               | 230 V                    | 50 Hz        | |
| Burkina Faso                    | C, E                                               | 220 V                    | 50 Hz        | |
| Burundi                         | C, E                                               | 220 V                    | 50 Hz        | |
| Bhutan                          | C, D, F, G, M                                      | 230 V                    | 50 Hz        | |
| Cap Verd                        | C, F                                               | 220 V                    | 50 Hz        | |
| Cambodja                        | A, C, G                                            | 230 V                    | 50 Hz        | |
| Camerun                         | C, E                                               | 220 V                    | 50 Hz        | |
| Canadà                          | A, B                                               | 120 V                    | 60 Hz        | Tensió normalitzada a 120 V. S'usa 240 V per a aplicacions com ara assecadores, aire condicionat, forns i maquinària. Les Construccions amb circuits dobles han de tenir totes dues tensions. Les preses tipus A solo s'usen per a reposició de les existents, les noves construccions usen el tipus B. En les noves cuines s'instal·la una pren tipus B de 20 A. |
| Illes Caiman                    | A, B                                               | 120 V                    | 60 Hz        | |
| Colòmbia                        | A, B                                               | 120 V                    | 60 Hz        | Els endolls tipus B estan estesos en tot el país. La majoria de les construccions modernes tenen disponibles tant 120 V (línia a neutre) com 208 V (línia a línia). La tensió 208 V s'utilitza per a aplicacions de major potència, com ara aires condicionats, assecadores, escalfadors d'aigua, dutxes i estufes. S'utilitzen els endolls i clavilles en configuracions NEMA de fulla recta (Per exemple NEMA 5-15R). |
| Comores                         | C, E                                               | 220 V                    | 50 Hz        | |
| Illes Cook                      | I                                                  | 240 V                    | 50 Hz        | |
| Corea del Nord                  | A, C, F                                            | 110 V, 220 V             | 60 Hz, 50 Hz | |
| Corea del Sud                   | A, B, C, F                                         | 110 V, 220 V             | 60 Hz        | Els 110 V s'usen en construccions molt antigues amb endolls A i B. Els tipus C i F s'usen per a 220 V. El tipus F es troba normalment en oficines, aeroports, hotels i algunes cases de luxe, mentre que el tipus C s'usa en la majoria dels habitatges. Els 220 V s'aconsegueixen amb un sistema de dues fases de 110 V (no existeix neutre). Alguns residents instal·len els seus propis transformadors i adapten les seves instal·lacions per a poder usar aplicacions de 110 V importades des del Japó o Amèrica del Nord. Molts hotels usen només 220 V, encara que uns pocs ofereixen tant 110 V (tipus A o B) com 220 V (tipus C o F).                                             |
| Costa Rica                      | A, B                                               | 120 V                    | 60 Hz        | |
| Costa d'Ivori                   | C, E                                               | 230 V                    | 50 Hz        | |
| Croàcia                         | C, F                                               | 230 V                    | 50 Hz        | |
| Cuba                            | A, B                                               | 110 V                    | 60 Hz        | |
| Dinamarca                       | C, E, F, K                                         | 230 V                    | 50 Hz        | |
| Dominica                        | D, G                                               | 230 V                    | 50 Hz        | |
| Egipte                          | C, F                                               | 220 V                    | 50 Hz        | |
| El Salvador                     | A, B                                               | 115 V                    | 60 Hz        | |
| Emirats Àrabs Units             | C, D, G                                            | 220 V                    | 50 Hz        | |
| Equador                         | A, B                                               | 120 V                    | 60 Hz        | |
| Eritrea                         | C, L                                               | 230 V                    | 50 Hz        | |
| Eslovàquia                      | C, E                                               | 230 V                    | 50 Hz        | |
| Eslovènia                       | C, F                                               | 230 V                    | 50 Hz        | |
| Espanya                         | C, F (A Canàries també E, L)                       | 230 V                    | 50 Hz        | El tipus F ("Schuko") és el més habitual. Els endollis tipus C ("Europlug") també són comuns, sobretot per a aparells de baixa potència. No obstant això les preses normalment són tipus F, que són compatibles amb tots dos endolls. |
| Estats Units                    | A, B                                               | 120 V                    | 60 Hz        | Els 240 V (2 fases) s'usen per a aplicacions de major potència com ara aires condicionats, assecadores, forns, estufes, i escalfadors d'aigua. En les construccions que posseeixen doble circuit tenen disponibles tant els 120 com els 240 V. Ara calen les prens tipus B per la National Electrical Code tant en les noves construccions com en les reformes i una pren T-slot tipus B per a 20 A per a ús en cuines o altres zones. |
| Estònia                         | C, F                                               | 230 V                    | 50 Hz        | |
| Etiòpia                         | C, E, F, L                                         | 220 V                    | 50 Hz        | |
| Illes Fèroe                     | C, E, F, K                                         | 230 V                    | 50 Hz        | |
| Filipines                       | A, B, C                                            | 220 V                    | 60 Hz        | |
| Finlàndia                       | C, F                                               | 230 V                    | 50 Hz        | |
| Illes Fiji                      | I                                                  | 240 V                    | 50 Hz        | |
| França                          | C, E                                               | 230 V                    | 50 Hz        | |
| Gabon                           | C                                                  | 220 V                    | 50 Hz        | |
| Gàmbia                          | G                                                  | 230 V                    | 50 Hz        | |
| Geòrgia                         | C, F                                               | 220 V                    | 50 Hz        | |
| Ghana                           | D, G                                               | 230 V                    | 50 Hz        | |
| Gibraltar                       | C, G                                               | 230 V                    | 50 Hz        | |
| Grenada                         | G                                                  | 230 V                    | 50 Hz        | |
| Grècia                          | C, F                                               | 230 V                    | 50 Hz        | |
| Groenlàndia                     | C, E, F, K                                         | 230 V                    | 50 Hz        | |
| Guadalupe                       | C, D, E                                            | 230 V                    | 50 Hz        | |
| Guam                            | A, B                                               | 110 V                    | 60 Hz        | |
| Guatemala                       | A, B                                               | 120 V                    | 60 Hz        | |
| Guaiana Francesa                | C, D, E                                            | 220 V                    | 50 Hz        | |
| Guinea                          | C, F, K                                            | 220 V                    | 50 Hz        | |
| Guinea Bissau                   | C                                                  | 220 V                    | 50 Hz        | |
| Guinea Equatorial               | C, E                                               | 220 V                    | 50 Hz        | |
| Guaiana                         | A, B, D, G                                         | 240 V                    | 60 Hz        | |
| Haití                           | A, B                                               | 110 V                    | 60 Hz        | |
| Hondures                        | A, B                                               | 110 V                    | 60 Hz        | |
| Hong Kong                       | G                                                  | 220 V                    | 50 Hz        | En gran part basat en el sistema del Regne Unit. Ocasionalment, en alguns banys es pot trobar un endoll per a afaitadora (similar al tipus C). Gairebé sempre hi ha una presa a 110 V i una a 220 V en la mateixa unitat, o un interruptor per a seleccionar la tensió, el qual està etiquetat com 110 V i 220 V. Aquestes instal·lacions dobles no són tan comunes a Hong Kong com al Regne Unit. Existia una versió per a menys de 2 A del tipus D, ara obsoleta. |
| Hongria                         | C, F                                               | 230 V (abans 220 V)      | 50 Hz        | |
| Índia                           | C, D, M                                            | 230 V                    | 50 Hz        | |
| Indonèsia                       | C, F                                               | 110 V, 220 V             | 50 Hz        | |
| Iran                            | C, F                                               | 220 V                    | 50 Hz        | Les preses de corrent tipus C són poc comuns, i només es donen en instal·lacions antigues. En les noves construccions s'usa el tipus F. Per a dispositius de baix consum s'usa el tipus C. |
| Iraq                            | C, D, G                                            | 230 V                    | 50 Hz        | |
| Irlanda                         | G                                                  | 230 V                    | 50 Hz        | Les preses i endollis tipus G són l'estàndard. Els endolls del tipus F ("Terra lateral") es veuen ocasionalment en velles instal·lacions. A vegades es troba en les condícies una presa per a 'afaitadora' (similar al tipus C) que proporciona baixa tensió a alguns tipus de clavilles. Aquestes gairebé sempre tenen una presa a 115 V i una altra a 230 V en la mateixa unitat, o un interruptor per a triar la tensió, la qual sol anar etiquetatge com 115 V i 230 V. El tipus G sovint sol portar un interruptor d'encesa en la presa. |
| Illes del Canal                 | C, G                                               | 230 V                    | 50 Hz        | |
| Illa de Man                     | C, G                                               | 230 V                    | 50 Hz        | |
| Islàndia                        | C, F                                               | 230 V                    | 50 Hz        | |
| Israel                          | C, H, M                                            | 230 V                    | 50 Hz        | L'estàndard per a endolls tipus H s'ha modificat recentment per a usar clavilles arrodonides, per això la majoria de les preses actuals accepten clavilles tant de tipus C com H. Les preses de corrent tipus M s'usen per a aire condicionat. En les zones de l'Autoritat Nacional Palestina s'usen els mateix tipus d'endolls. |
| Itàlia                          | C, F, L                                            | 230 V                    | 50 Hz        | |
| Jamaica                         | A, B                                               | 110 V                    | 50 Hz        | |
| Japó                            | A, B                                               | 100 V                    | 50 Hz, 60 Hz | Est del Japó 50 Hz (Tòquio, Kawasaki, Sapporo, Yokohama i Sendai); oest del Japó 60 Hz (prefectura d'Okinawa, Osaka, Kyoto, Kōbe, Nagoya, Hiroshima). Els habitatges més antics tenen preses sense diferenciació de pols (totes dues clavilles igual d'amples). Gran part dels habitatges no posseeixen presa de terra. Tots els mecanismes es poden encastar en caixes per a paret format USA. |
| Jordània                        | B, C, D, F, G, J                                   | 230 V                    | 50 Hz        | |
| Kazakhstan                      | C, F                                               | 220 V                    | 50 Hz        | |
| Kenya                           | G                                                  | 240 V                    | 50 Hz        | |
| Kiribati                        | I                                                  | 240 V                    | 50 Hz        | |
| Kirguizstan                     | C, F                                               | 220 V                    | 50 Hz        | |
| Kosovo                          | C, F                                               | 230 V                    | 50 Hz        | |
| Kuwait                          | C, G                                               | 240 V                    | 50 Hz        | |
| Laos                            | A, B, C, E, F                                      | 230 V                    | 50 Hz        | |
| Lesotho                         | M                                                  | 220 V                    | 50 Hz        | |
| Letònia                         | C, F                                               | 230 V                    | 50 Hz        | |
| Líban                           | A, B, C, D, G                                      | 240 V                    | 50 Hz        | |
| Libèria                         | A, B, C, E, F                                      | 120 V, 240 V             | 50 Hz, 60 Hz | Anteriorment 60 Hz, ara oficialment 50 Hz. Algunes Centrals Elèctriques privades són encara a 60 Hz. A i B s'usen per a 110 V; C i F s'usen per a 230/240 V. La majoria del sistema de distribució d'electricitat va ser destruït durant la guerra civil en 1990, i la xarxa actual es troba encara molt limitada. El subministrament local pot variar i no proporcionar el voltatge adequat a les preses de corrent. |
| Líbia                           | C, D, F, L                                         | 127 V, 230 V             | 50 Hz        | |
| Liechtenstein                   | C, J                                               | 230 V                    | 50 Hz        | Se segueix la Norma Suïssa, C només segons CEE 7/16. |
| Lituània                        | C, F                                               | 230 V                    | 50 Hz        | |
| Luxemburg                       | C, F                                               | 230 V                    | 50 Hz        | |
| Macau                           | D, M, G i una petita quantitat de F                | 220 V                    | 50 Hz        | No existeix estàndard oficial. No obstant això en l'època colonial, sota el domini portuguès, l'estàndard era F. Després de la independència, Macau va adoptar el tipus G tant per a construccions públiques com privades. |
| Macedònia                       | C, F                                               | 230 V                    | 50 Hz        | |
| Madagascar                      | C, D, E, J, K                                      | 127 V, 220 V             | 50 Hz        | |
| Malawi                          | G                                                  | 230 V                    | 50 Hz        | |
| Malàisia                        | C, G, M                                            | 240 V                    | 50 Hz        | Els endolls del tipus C són molt comuns per a equips d'àudio i vídeo, connectant-se en preses tipus G, usant-se diferents tipus d'adaptadors i fins i tot forçant la pròpia presa, pràctica que és perillosa. |
| Maldives                        | A, C, D, G, J, K, L                                | 230 V                    | 50 Hz        | |
| Mali                            | C, E                                               | 220 V                    | 50 Hz        | |
| Malta                           | G                                                  | 230 V                    | 50 Hz        | |
| Illes Malvines                  | G                                                  | 240 V                    | 50 Hz        | |
| Marroc                          | C, E                                               | 127 V, 220 V             | 50 Hz        | Conversió a 220 V, només en procés. |
| Martinica                       | C, D, E                                            | 220 V                    | 50 Hz        | |
| Mauritània                      | C                                                  | 220 V                    | 50 Hz        | |
| Illes Maurici                   | C, G                                               | 230 V                    | 50 Hz        | |
| Mèxic                           | A, B                                               | 127 V                    | 60 Hz        | El tipus B és el més comú a les llars, no obstant això el tipus A també aquesta àmpliament estès, sent comú l'existència d'adaptadors entre tots dos tipus. El sistema de fase partida està àmpliament estès i els electricistes poden cablejar les preses tant del tipus A com B per a obtenir 220 V necessaris per a l'aire condicionat, rentadores, assecadores i en altres productes d'alt consum. És possible trobar en estranyes ocasions endollis tipus G i I en zones industrials i comercials que requereixin l'ús d'aparells d'importació, no obstant això, no són comunes al país.                                                                                             |
| Micronèsia                      | A, B                                               | 120 V                    | 60 Hz        | |
| Moldàvia                        | C, F                                               | 230 V                    | 50 Hz        | |
| Mònaco                          | C, D, E, F                                         | 230 V                    | 50 Hz        | |
| Mongòlia                        | C, E                                               | 230 V                    | 50 Hz        | |
| Montenegro                      | C, F                                               | 230 V                    | 50 Hz        | |
| Illa de Montserrat              | A, B                                               | 230 V                    | 60 Hz        | |
| Moçambic                        | C, F, M                                            | 220 V                    | 50 Hz        | El tipus M es troba especialment en les zones frontereres amb Sud-àfrica inclosa la capital, Maputo. |
| Namíbia                         | D, M                                               | 220 V                    | 50 Hz        | |
| Nauru                           | I                                                  | 240 V                    | 50 Hz        | |
| Nepal                           | C, D, M                                            | 230 V                    | 50 Hz        | |
| Nicaragua                       | A, B                                               | 120 V                    | 60 Hz        | |
| Níger                           | A, B, C, D, E, F                                   | 220 V                    | 50 Hz        | |
| Nigèria                         | D, G                                               | 230 V                    | 50 Hz        | |
| Noruega                         | C, F                                               | 230 V                    | 50 Hz        | |
| Nova Caledònia                  | C, F                                               | 220 V                    | 50 Hz        | |
| Nova Zelanda                    | I                                                  | 230 V                    | 50 Hz        | |
| Oman                            | C, G                                               | 240 V                    | 50 Hz        | |
| Països Baixos                   | C, F                                               | 230 V                    | 50 Hz        | |
| Pakistan                        | C, D, G, M                                         | 230 V                    | 50 Hz        | El tipus C i D tant per a endolls com preses són comunes per a dispositius de poca potència. El tipus M s'usa habitualment per a aire condicionat i aplicacions d'elevada potència. El tipus G és poc comú. |
| Panamà                          | A, B                                               | 110 V                    | 60 Hz        | Ciutat de Panamà 120 V. |
| Papua Nova Guinea               | I                                                  | 240 V                    | 50 Hz        | |
| Paraguai                        | C                                                  | 220 V                    | 50 Hz        | |
| Perú                            | A, B, C, F, L                                      | 220 V                    | 60 Hz        | Segons el MEM, l'endoll tipus Schuko és el que es recomana instal·lar per a diverses aplicacions com a rentadores, assecadores, refrigeradors i altres elements d'elevada potència, a més de l'estàndard tipus L (o endoll tres en línia) per a aplicacions de baixa potència, compatiblitat total amb endolls de tipus C o Europlug. En construccions noves o remodelacions és possible trobar endolls combinats de tipus A, B, C, F i L. Actualment es continuen usant endolls combinats de tipus A, B i C (també coneguts com a endoll euroamericà) i particularment s'usen en construccions actuals.                                                                                  |
| Polònia                         | C, E                                               | 230 V                    | 50 Hz        | |
| Portugal                        | C, F                                               | 230 V                    | 50 Hz        | |
| Puerto Rico                     | A, B                                               | 120 V                    | 60 Hz        | |
| Qatar                           | D, G                                               | 240 V                    | 50 Hz        | |
| Regne Unit                      | G                                                  | 230 V                    | 50 Hz        | Una presa per a 'afaitadora' (similar al tipus C) es troba a vegades en les condícies i proporciona corrent a altres tipus d'endolls. Gairebé sempre hi ha una presa a 110 V i una a 220 V en la mateixa unitat, o un interruptor per a seleccionar el voltatge, el qual està etiquetat com 110 V i 220 V. El tipus normalment disposa d'un interruptor on-off en la presa de corrent. Els endolls i connectors segons la norma IEC 60309 s'usen per a la indústria i la construcció així com per a aplicacions a l'aire lliure en habitatges i comerços. Les clavilles tipus D i M encara s'usen en els teatres, cinemes i estudis de TV a causa del fet que disposen de fusible intern. |
| República Centreafricana        | C, E                                               | 220 V                    | 50 Hz        | |
| República Txeca                 | C, E                                               | 230 V                    | 50 Hz        | |
| República del Congo             | C, E                                               | 230 V                    | 50 Hz        | |
| República Democràtica del Congo | C, D                                               | 220 V                    | 50 Hz        | |
| República Dominicana            | A, B                                               | 110 V                    | 60 Hz        | |
| Illa de la Reunió               | E                                                  | 220 V                    | 50 Hz        | |
| Romania                         | C, F                                               | 230 V                    | 50 Hz        | Virtualment idèntic a l'estàndard alemany. La majoria de les preses de cases antigues encara són compatibles amb l'estàndard d'Europa de l'Est (clavilles de 4 mm). La Indústria usa subministrament de tres fases a 380V AC. |
| Rússia                          | C, F                                               | 220 V                    | 50 Hz        | L'URSS (juntament amb la major part d'Europa de l'Est) usava les prens tipus GOST amb clavilles de 4 mm similars als endolls tipus C de l'Europa Occidental i endolls amb clavilles de 4,8 mm com l'estàndard usat pels endolls tipus E/F de l'Europa Occidental. Ara les antigues preses soviètiques solo es troben en cases antigues i en zones rurals. L'obsolet estàndard 127 V/50 Hz AC sol s'usa en alguns pobles remots. En tots els altres llocs, des de la dècada de 1970, ha estat reemplaçat per l'estàndard de 220V. La indústria usa un subministrament trifàsic de 380V AC.                                                                                                 |
| Ruanda                          | C, J                                               | 230 V                    | 50 Hz        | |
| Samoa Americana                 | A, B, F, I                                         | 120 V                    | 60 Hz        | |
| Samoa Occidental                | I                                                  | 230 V                    | 50 Hz        | |
| Saint Christopher i Nevis       | A, B, D, G                                         | 110 V i 230 V            | 60 Hz        | S'usa el mateix sistema que als Estats Units (2 pins) 110-120 V. |
| Saint Lucia                     | G                                                  | 240 V                    | 50 Hz        | |
| Saint Vincent                   | A, C, E, G, I, K                                   | 230 V                    | 50 Hz        | |
| São Tomé i Príncipe             | C, F                                               | 220 V                    | 50 Hz        | |
| Senegal                         | C, D, E, K                                         | 230 V                    | 50 Hz        | |
| Sèrbia                          | C, F                                               | 230 V                    | 50 Hz        | |
| Seychelles                      | G                                                  | 240 V                    | 50 Hz        | |
| Sierra Leone                    | D, G                                               | 230 V                    | 50 Hz        | |
| Singapur                        | G (M per a aire condicionat i assecadores de roba) | 230 V                    | 50 Hz        | El tipus C s'usa per a equips d'àudio/vídeo i els adaptadors d'endolls s'empren bastant. |
| Siria                           | C, E, L                                            | 220 V                    | 50 Hz        | |
| Somàlia                         | C                                                  | 220 V                    | 50 Hz        | |
| Sri Lanka                       | D, M, G                                            | 230 V                    | 50 Hz        | Augmenta l'ús del tipus G en les noves construccions. Principalment a Colombo i grans hotels. |
| Sud-àfrica                      | C, M, N                                            | 220 V                    | 50 Hz        | Grahamstown i Port Elizabeth 250 V; només a King Williams Town |
| Sudan                           | C, D                                               | 230 V                    | 50 Hz        | |
| Sudan del Sud                   | C, D                                               | 230 V                    | 50 Hz        | |
| Suècia                          | C, F                                               | 230 V                    | 50 Hz        | |
| Suïssa                          | C, J                                               | 230 V                    | 50 Hz        | C només segons CEE 7/16. |
| Surinam                         | C, F                                               | 127 V                    | 60 Hz        | |
| Suazilàndia                     | M                                                  | 230 V                    | 50 Hz        | |
| Tahití                          | A, B, E                                            | 110 V i 220 V            | 60 Hz/50 Hz  | Illes Marqueses 50 Hz |
| Tailàndia                       | A, B, C, F                                         | 220 V                    | 50 Hz        | Les preses als hotels i construccions més recents són normalment una combinació dels tipus B i C que accepta clavilles dels tipus A, B i C. Mentre que les preses en les construccions més antigues són normalment tipus A. El tipus F s'usa per a aplicacions d'elevada potència com ara aires condicionats, cuines i escalfadors. |
| Taiwan                          | A, B                                               | 110 V                    | 60 Hz        | La majoria de les preses de corrent són tipus A. Quan una presa és del tipus B, la connexió a terra no es connecta a cap lloc. La majoria dels dispositius tenen endollis tipus A, encara que alguns posseeixen el tipus B. Tots els mecanismes es construeixen amb format USA i s'encasten en caixes per a paret també format USA. Existeixen preses especials per als equips d'aire condicionat. |
| Tadjikistan                     | C, I                                               | 220 V                    | 50 Hz        | |
| Tanzània                        | D, G                                               | 230 V                    | 50 Hz        | |
| Timor Oriental                  | C, E, F, I                                         | 220 V                    | 50 Hz        | |
| Togo                            | C                                                  | 220 V                    | 50 Hz        | A Lomé (la capital) s'utilitzen 127 V. |
| Tonga                           | I                                                  | 240 V                    | 50 Hz        | |
| Trinitat i Tobago               | A, B                                               | 115 V                    | 60 Hz        | |
| Tunísia                         | C, E                                               | 230 V                    | 50 Hz        | |
| Turquia                         | C, F                                               | 230 V                    | 50 Hz        | |
| Turkmenistan                    | B, F                                               | 220 V                    | 50 Hz        | |
| Txad                            | C, D, E, F                                         | 220 V                    | 50 Hz        | |
| Uganda                          | G                                                  | 240 V                    | 50 Hz        | |
| Ucraïna                         | C, F                                               | 230 V                    | 50 Hz        | |
| Uruguai                         | A, C, F, I, J, L                                   | 220 V, 240 V i 380 V     | 50 Hz        | El tipus L és el que l'Administració Nacional d'Usinas i Transmissions Elèctriques està exigint instal·lar pel que s'està tornant el més utilitzat. Els F (coneguts aquí com "Schuko") i C són comunes a causa del seu ús en informàtica i es troben en alguns electrodomèstics importats. Alguns electrodomèstics importats utilitzen també l'A. L'I ja només es troba en instal·lacions antigues i està sent substituït pel L. Els dos pols són vius, el neutre o retorn sol s'usa industrialment en 380 V. |
| Uzbekistan                      | C, I                                               | 220 V                    | 50 Hz        | |
| Vanuatu                         | I                                                  | 230 V                    | 50 Hz        | |
| Veneçuela                       | A, B                                               | 110 a 120 V, 220 a 240 V | 60 Hz        | L'endoll NEMA 6-15 es troba en aplicacions domèstiques a 220 V només per a aire condicionat i altres aparells d'elevada potència. |
| Vietnam                         | A, C                                               | 220 V                    | 50 Hz        | El tipus A és l'habitual al Sud mentre que el tipus C ho és al Nord (conforme a la pre-unificació de la frontera en el paral·lel 17 graus nord). El tipus G es troba només als hotels de luxe, i mai es dona en llars, botigues o oficines. |
| Illes Verges                    | A, B                                               | 110 V                    | 60 Hz        | |
| Xile                            | C, F, L                                            | 220 V                    | 50 Hz        | Comunament s'utilitza tipus L de 10 o 16 A. Els tipus F s'utilitzen sovint per a elements d'alta potència. |
| Xina (només part continental)   | A, C, I                                            | 220 V                    | 50 Hz        | La majoria de les preses encastades suporten simultàniament tipus A i I. Algunes preses suporten tant tipus A com C (els buits en les preses són plans en el centre i rodons pels costats, per la qual cosa es poden usar tots dos tipus). Les prens tipus I són semblants a les Tipus A i C. |
| Xipre                           | G                                                  | 240 V                    | 50 Hz        | Excepte a la part turca |
| Xipre del Nord                  | C, F                                               | 230 V                    | 50 Hz        | Part turca de Xipre |
| Iemen                           | A, D, G                                            | 230 V                    | 50 Hz        | |
| Djibouti                        | C, E                                               | 220 V                    | 50 Hz        | |
| Zàmbia                          | C, D, G                                            | 230 V                    | 50 Hz        | |
| Zimbàbue                        | D, G                                               | 220 V                    | 50 Hz        | |